# Me amarás (песня)
«Me Amarás» (рус. Люби меня) — первый сингл со второго сольного студийного альбома Рики Мартина «Me Amarás». Он был выпущен 25 января 1993.
Также был выпущен клип.
Песня достигла пика на шестой позиции в Hot Latin Songs в США.

## Форматы и трек-листы
Latin America promotional 12" single
1. «Me Amarás» — 4:29

## Чарты
| Чарт (1993)                  | Наивысшая позиция |
| ---------------------------- | ----------------- |
| US Billboard Hot Latin Songs | 6                 |